# عبدالرشید دیلمی
عبدالرشید دیلمی (درگذشت ۱۰۸۱ه‍.ق) از خوشنویسان و نستعلیق‌نویسان صاحب‌نام سده یازده هجری در ایران و هند به‌شمار می‌رود. او خواهرزاده و شاگرد میرعماد بود. در ایران معروف به عبدالرشید و رشیدا و در هندوستان آقارشید و آقا خوانده می‌شد. او پس از قتل میرعماد از جمله خوشنویسان ایرانی بود که به هند رفت و در دربار شاه جهان و اورنگ زیب فعالیت کرد. وی در آگرا مناصب عالی داشت و مرفه زندگی می‌کرد.

## زندگی
عبدالرشید دیلمی خواهرزاده و شاگرد میرعماد قزوینی بود. او پس از قتل میر به فرمان شاه عباس، مدتی در اصفهان به سر برد و سرانجام به سال ۱۰۲۴ ه‍.ق به هندوستان رفت و به دربار شاه جهان پادشاه گورکانی (۱۰۶۹ - ۱۰۳۷هجری) راه یافت و روز به روز مقام او بالا رفت، تا جزو ملازمان خاص گردید. او ضمن کتابت و خوشنویسی خاصه، به تعلیم شاهزادگان، داراشکوه و زیب النساء می‌پرداخت و به خدمات لایق درباری، از جمله کتابداریِ خاصهٔ سلطنتی، ممتاز گردید.
در کتابخانه سلطنتی تهران نسخه‌ای از "شرح گلشن راز" وجود دارد که در صفحه بدرقه آن، مهر عبدالرشید با سجع: "بندهٔ شاه جهان عبدالرشید دیلمی۱۰۴۰" می‌باشد.
عبدالرشید، پس از مرگ شاه جهان پادشاه، در دورهٔ کشورداری اورنگ زیب (۱۱۱۸ – ۱۰۶۹ هجری) نیز می زیسته است و در اکبر آباد (آگرا) مرفه زندگی می‌کرده و در این شهر دارای عمارات عالی و سرا، و رباط و غیره بوده‌است.
عبدالرشید از هنرمندانی است که به حسن طینت و آراستگی اخلاق، موصوف و از مراتب دانش بهره مند بوده، لذا مورد احترام اطرافیان و ممدوح شاعران عصر واقع شده‌است.
عبدالرشید از معدود کسانی است که، هنر را برای نفس هنر دوست می‌داشته‌است. گویند هنگام مرگ میر عماد، که نزدیکان او در اصفهان مخفی بودند، عبدالرشید، سه ماه از خانه بیرون نیامد و در این مدت دوازده بند کاغذ سمرقندی، یا به قول میرزا سنگلاخ هزار و پانصد صفحه، سیاه مشق کرد، با وجود این، به میرزا ابوتراب، شاگرد دیگر میر عماد، می‌گفت که: "به فریادم برس، که قواعد خط از یادم رفت."
می‌گویند در اواخر عمر، با کبر سن، ترک مشق نکرد.
عبدالرشید در دورهٔ زندگی در ایران، مخصوصاً در شبه قاره، شهرت بسیار و شاگردان و پیروان فراوان داشت. از جمله شاگردان او، به غیر از شاهزادگان سابق الذکر، محمد اشرف خواجه سرا، سعیدای اشرف، عبدالرحمن فرمان‌نویس و میرحاجی را می‌توان نام برد  که هر یک از آنها، از استادان معروف شبه قاره هند بوده‌اند. به واسطه نشر آثار عبدالرشید که مورد پسند عامه خط شناسان و هنر دوستان بود، بسیاری از خوش نویسان معاصر، و حتّی پس از دورهٔ زندگی او، از شیوهٔ وی پیروی کردند، غلام محمد هفت قلمی در تذکرهٔ خود نام بیش از پانزده تن از معاریف خوشنویسان شبه قاره را ذکر کرده که از عبدالرشید پیروی کرده‌است.
عموم تذکره نویسان شبه قاره اتفاق دارند که تا زمان عبدالرشید، کسی به خوشنویسی او در این سرزمین نیامده است.
روش عبدالرشید در خط نستعلیق، کاملاً مشابه شیوهٔ میر عماد است، و اینکه غلام محمد هفت قلمی گوید که روش میرعلی هروی را به پایهٔ اعلی رسانید، نیز صحیح است و مغایر با این نظریه نیست، چون میر عماد خود نیز تا مدت‌ها تحت نفوذ شیوهٔ میرعلی هروی بوده‌است.
"لسان الملک هدایت الله" گوید: رشیدای دیلمی نستعلیق را خوب نوشت و از خط نسخ و ترسل و تعلیق و ثلث و رقاع بهرهٔ کافی داشت. میرزا سید علی‌خان تبریزی ملقب به جواهر رقم از معاصرین و مصاحبین عبدالرشید، با اینکه خود در دربار سلاطین شبه قاره و نزد مردم، حرمتی داشت، در عین حال پاس احترام عبدالرشید را نگاه می‌داشت و حتّی به‌طور غیرمستقیم از سبک و روش او تقلید و استفاده می‌کرد. گویند: وقتی شخصی از قلمدان‌بردار جواهررقم پرسید که، او از روی خط چه کسانی مشق می‌کند؟ پاسخ داد یک روز از خط میر عماد و یک روز از خط عبدالرشید.
در تاریخ وفات عبدالرشید اختلاف نظر هست اما غلام‌محمد هفت قلمی و برخی دیگر آن را در سال ۱۰۸۱هجری نوشته‌اند. سعیدای اشرف در تاریخ وفات او چنین سروده است:
شورش و غوغا فتاد از مرگ ایشان در جهان
باخبر شد چون که پیر عقل، از این ماجرا
روئی با من کرد و گفت اشرف بگو تاریخ آن
چون ترا بودند ایشان اوستاد و پیشوا
گفتم از ارشاد پیر عقل در تاریخ آن
بود با هم مردن آقا رشید و صایبا

## آثار
در کتابخانه سلطنتی تهران بالغ بر ۵۲ قطعه با کتابت عالی و خوش ضمن مرقعات و حدود شش رساله و کتاب به خط خوش او موجود است که از آنجمله است: یک نسخه خلدبرین با رقم و تاریخ "به تاریخ شهر جمادی الآخر سنه الف، بدار العباد یزد مرقوم شد کتبه العبدالمذنب عبدالرشید غفر ذنوبه." و نیز نسخه‌ای از ترجمه الصلوه با رقم: "کتبه العبد المذنب عبدالرشید."
همچنین نسخه‌ای از مقالات خواجه عبدالله انصاری، به قلم خوش با رقم: "کتبه عبدالرشید" و نیز یک نسخه چهل کلمه با رقم و تاریخ:"شرّف بکتابتها العبدالحقیر رشید، غفرالله ذنوبه، فی سنه ۱۰۳۲ من الهجره النبویه." و یک نسخه هم ترجیع بند، به قلم کتابت خوش با رقم: "عبدالرشید" در این کتابخانه موجود است.
در کتابخانه دانشکده ادبیات دانشگاه مشهد نسخه‌ای از دیوان فضولی به خط عبدالرشید دیلمی به شماره/۱۹ فرخ در 93 برگ و قطعه‌ای به خط همین عبدالرشید ضمن مرقع شماره/ ۲۰۶۳۶ و قطعه دیگری ضمن مرقع شماره/ ۲۰۶۲۷ و قطعه ئی ضمن مرقع شماره/ ۲۰۶۳۱ و قطعه ئی ضمن مرقع شماره /۲۰۶۴۵ موجود است.
گذشته از این در دهلی، سن پترزبورگ، کابل، دانشگاه استانبول، کتابخانه بادلیان آکسفورد آثار زیبائی از خط عبدالرشید موجود است.
این شعر امیر خسرو دهلوی بر کتیبه سردر دیوان خاص در قلعه سرخ دهلی این به خط نستعلیق عبدالرشید خودنمایی می‌کند:
| اگر فردوس بر روی زمین است |  | همین است و همین است و همین است |